# Sameer Al-Doumy
Sameer Al-Doumy est un photojournaliste indépendant franco-syrien né le 6 janvier 1998 à Douma dans la Ghouta orientale en Syrie.
Il est lauréat d’un World Press Photo Award, d’un Istanbul Photo Awards, de l’International Photography Awards en 2016 et du Visa d’Or humanitaire du CICR en 2022. Il travaille pour l’Agence France Presse.

## Biographie
Sameer Al-Doumy est né le 6 janvier 1998 à Douma, dans la Ghouta orientale, aux portes de Damas. Il est le dernier d’une famille de onze enfants. Avant le début de la guerre, il poursuit ses études à Douma et rêve de devenir médecin.
Il est à peine âgé de treize ans quand il assiste avec ses grands-frères aux premières manifestations pour l’égalité et la liberté en Syrie contre le régime de Bachar el-Assad. En première ligne, il se prend « au jeu » des images et aide ses frères à diffuser leurs films et photos réalisés avec des téléphones portables sur les réseaux sociaux.
Il a quinze ans quand « il se lance avec des potes dans les rues, dans les manifestations, sous les bombes pour filmer la guerre ».
En 2014, il se forme la photographie à l’aide de tutoriels trouvés sur internet, et commence à travailler comme stringer avec |’Agence France-Presse sous un pseudonyme pour se protéger et protéger les membres de sa famille.
Il documente pendant sept années le conflit syrien, mais il est contraint de fuir son pays clandestinement pour la Turquie. Il arrive en France où il est accueilli par la Maison des Journalistes à Paris. Après quelques mois il obtient le statut de réfugié et s’inscrit dans un institut de langue pour apprendre le français.
Sa couverture de la crise syrienne est récompensée par de nombreux prix : World Press Photo Award, Istanbul Photo Awards, International Photography Awards.
Depuis son arrivée en France, Sameer Al-Doumy travaille comme photographe indépendant pour l’Agence France-Presse d’abord à Paris, puis à Caen en Normandie. Il couvre entre autres le mouvement des Gilets jaunes et la crise des migrants à Calais,. Il est encore récompensé en 2021 par le Hamdan International Photo Award pour une photo de migrants tentant de traverser la Manche vers l’Angleterre.
En 2022, Sameer Al-Doumy obtient la nationalité française, et devient photographe titulaire de l’AFP le 1er juillet 2022.
En août 2022, il est récompensé par le Visa d’Or humanitaire du CICR pour « un remarquable reportage, « Routes de la mort », sur les migrants tentant de passer en Angleterre depuis Calais »,.
Sameer Al-Doumy revient à Damas et couvre, dès le 11 décembre 2024 pour l’AFP, la chute du régime de Bachard el-Assad ses conséquences.

## Expositions
Liste non exhaustive

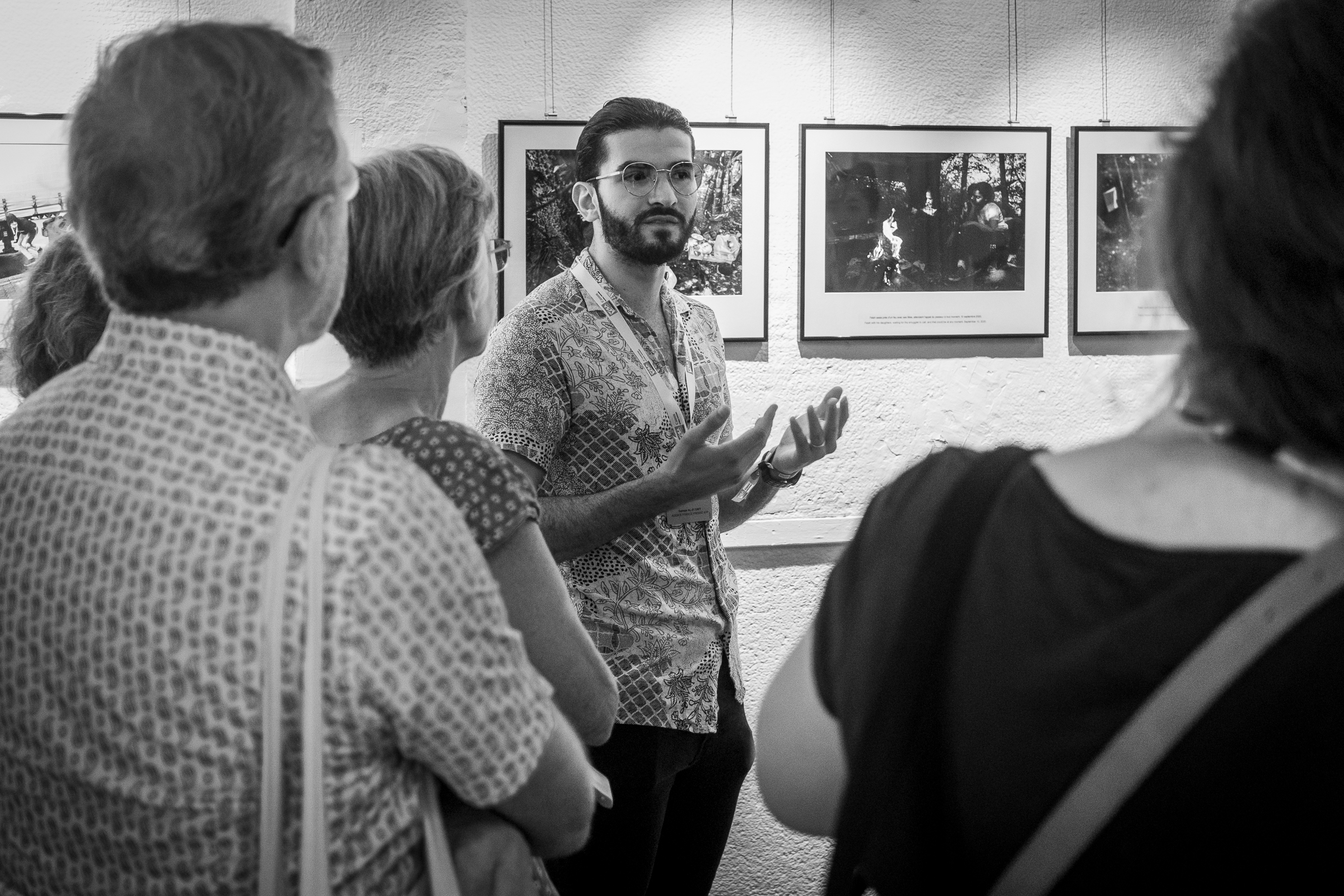
Sameer Al-Doumy présente son exposition « Les routes de la mort » à Visa pour l'Image, Perpignan août 2022.

- 2021 : « Rétrospective : 10 ans de guerre en Syrie », exposition collective, Festival international de photojournalisme Visa pour l’Image, Perpignan[12]
- 2022 : « Les routes de la mort », Festival international de photojournalisme Visa pour l’Image, Palais des Corts, Perpignan[13]
- 2022 : « Les routes de la mort », Galerie « Faits et causes », Paris, du 19 octobre au 21 décembre 2022[14]

## Prix et récompenses
- 2016 : World Press Photo Award 1er prix dans la catégorie « Spot News, Stories » pour « Aftermath of Airstrikes in Syria »[2]
- 2016 : Istanbul Photo Awards, 5e prix dans la catégorie « Single News »[4]
- 2016 : International Photography Awards, 3e prix dans la catégorie « Editorial/War/Conflict » pour sa photo « War on Syria »[5],[4]
- 2019 : Felix Schoeller Photo Award, prix Allemand de la Paix pour la photographie pour sa série « Peace is… »[15]
- 2021 : Prix international de photographie Hamdan (HIPA), 1er prix de la catégorie « Général – Couleur » pour une photo de migrants tentant de traverser la Manche vers l’Angleterre[9].
- 2021 : AFP Pictures of the Year, pour une photo de migrant à Calais
- 2021 : HIPA International Photography Award, 1er prix, catégorie « General - Color », pour une photo de migrants tentant de franchir les frontières maritimes entre la France et le Royaume-Uni[16]
- 2022 : Visa d’Or humanitaire du CICR pour « Les routes de la mort », un reportage sur les migrants tentant de passer en Angleterre depuis Calais[6],[10]
- 2022 : Prix Varenne / Canon, catégorie photo « jeune journaliste » pour « Les routes de la mort »[17]
- 2024 : Grand Prix Varenne de la photo pour son reportage intitulé : « Les migrants en quête de paix »[18]

### Videogrammes
- « Sameer Al Doumy, le réfugié qui photographie les migrants », 28 Minutes, Arte, 28 août 2022.
- « La rescapée de la mer », Le dessous des images, émission de Sonia Devillers, Arte, 30 janvier 2023.